# Los Vengadores
Los Vengadores (en inglés Avengers; Invencibles del siglo XX en antiguas traducciones de México realizadas por Editorial La Prensa) son un equipo ficticio de superhéroes que aparecen en los cómics estadounidenses publicados por Marvel Comics. El equipo hizo su debut en The Avengers #1 (septiembre de 1963), creado por el escritor y editor[cita requerida] Stan Lee y el dibujante/coguionista Jack Kirby. Llamados los Héroes más poderosos de la Tierra, los Vengadores originalmente consistían en Ant-Man, Hulk, Iron Man, Thor y Avispa. Ant-Man se convirtió en Giant-Man por el número 2. El Capitán América original fue descubierto atrapado en hielo en el número 4, y se unió al grupo después de que lo revivieran. Una lista rotativa se convirtió en un sello distintivo de la serie, aunque un tema se mantuvo constante: los Vengadores luchan «contra enemigos que ningún superhéroe por sí solo podría derrotar». El equipo, famoso por su grito de batalla de «¡Vengadores unidos!», ha incluido a humanos, mutantes, inhumanos, androides, alienígenas, seres sobrenaturales e incluso antiguos villanos.
Al igual que su contrapartida de DC Comics la Liga de la Justicia, los Vengadores están conformados por personajes ya establecidos del portafolio de Marvel Comics que operan independientemente del equipo. Sin embargo, mientras que la Liga de la Justicia típicamente se centra en los personajes más significativos de la lista de héroes de DC, tradicionalmente los Vengadores han consistido en héroes de segundo nivel cuya presencia en el equipo tenía el objetivo de promover los cómics individuales de los demás personajes. Por ejemplo, era posible que un aficionado a Iron Man comprara una revista de los Vengadores porque Iron Man aparecía en ella, y que pudiera llegar a interesarse en Thor, que aparecía en la misma revista como compañero de equipo de Iron Man en los Vengadores. De manera más común, algunos de los héroes más populares de Marvel como Iron Man o el Capitán América aparecían junto a personajes menos conocidos como Gata Infernal o el Hombre Maravilla. Tras el evento crossover Avengers Disassembled en 2004, héroes más prestigiosos de Marvel héroes como Spider-Man, los 4 Fantásticos, y miembros de los X-Men empezaron a tener roles más prominentes en el equipo. También ha habido numerosos equipos derivados de los Vengadores con los años, empezando por los West Coast Avengers (Vengadores de la Costa Oeste) en 1984.
El equipo ha aparecido en una amplia variedad de medios fuera de los cómics, incluyendo una serie de diferentes series de televisión animadas y películas directas a video. La película de acción en vivo de 2012 The Avengers, dirigida por Joss Whedon, estableció numerosos récords de taquilla, como una recaudación de $207.4 millones de dólares en su primera semana de estreno. La secuela, Avengers: Age of Ultron, fue lanzada el 1 de mayo de 2015, seguida por Avengers: Infinity War, que se convirtió en la primera película de superhéroes que recaudó más de $2 000 millones de dólares, se estrenó el 27 de abril de 2018. Su secuela, Avengers: Endgame, se estrenó el 26 de abril de 2019 y ha acabado por convertirse en la película más exitosa de la historia, dejando atrás a Avatar hasta su reestreno en 2021. Los Vengadores también aparecieron en Capitán América: Civil War (2016), basado libremente en la historia de los cómics de 2006 Civil War.

## Introducción
En 1963, La editorial Marvel Comics, con un único pero exitoso equipo de superhéroes (Los 4 Fantásticos, creados en 1961), decide competir con la Liga de la Justicia (1960) de la editorial DC Comics que incluía los personajes más populares de la editorial, como Superman, la Mujer Maravilla y Batman del Universo DC.
Desde el primer número, de fecha septiembre de 1963, y bajo el lema «[…] para hacer frente a los enemigos que ningún héroe podría derrotar solo», el grupo se caracterizó por frecuentes y periódicos cambios de alineación. Los Vengadores iniciales fueron Thor, Iron Man, Hulk, Avispa, Henry Pym (alias Hombre Hormiga y Hombre Gigante). En muy pocos números se unirían el Capitán América, Ojo de Halcón, la Bruja Escarlata, Quicksilver, Pantera Negra, Visión, la Viuda Negra y muchos otros personajes de la editorial.
La historia de los Vengadores es compleja. En los primeros números la presencia de Bruce Banner/Hulk es disfuncional y casi anecdótica, no habiendo vuelto a formar parte del grupo de forma oficial desde de que lo dejara en el segundo número de la colección; y aunque se uniera al grupo después de la primera misión de esta, el Capitán América es considerado a día de hoy uno de los miembros fundadores del mismo, formando junto con Thor e Iron Man la icónica «Trinidad Vengadora», los tres personajes fundamentales del equipo.
Una de las características que diferencian a los Vengadores de cualquier otro grupo de superhéroes es que son reconocidos por su heroísmo y responsabilidades, contando con el pleno apoyo de casi todas las naciones del planeta e incluso en su momento estando financiados por la ONU, para la que suelen desempeñar misiones y operaciones de rescate. A pesar de esto, no son un «grupo de Estado(s)», de respuesta gubernamental, y en muchas ocasiones se han visto enfrentados a los intereses políticos (como durante el evento Lazos de sangre que unía al grupo con los X-Men en Genosha o en el evento Civil War donde el Capitán América lideraría una escisión del grupo contraria a la «Ley de Registro Superhumano», una clara alegoría y crítica a la política post-11S de George W. Bush y el «Acta Patriótica» que promulgó durante su administración). Lo cierto es que podría verse al grupo como un club de modernos aventureros (y, ante todo, amigos), habiendo sido su primera sede social la majestuosa Mansión Stark, con sus propias normas e incluso carnet de membresía, conscientes de sus responsabilidades para con el mundo y la necesidad de unir sus fuerzas frente a amenazas a las que no podrían enfrentarse en solitario.[cita requerida]
Stan Lee omitió usar a los personajes de Los 4 Fantásticos porque estos ya formaban parte de un grupo, y evitó servirse del Doctor Strange y Spider-Man por tratarse de personajes solitarios que no funcionarían dentro de un grupo (Spider-Man no formaría parte de Los Vengadores hasta décadas más tarde, en 2005, y el Doctor Strange se uniría al grupo en 2007).

## Historia ficticia

### 1960
Cuando el dios asgardiano Loki busca venganza contra su hermano Thor, sus maquinaciones involuntariamente llevan al adolescente Rick Jones a recoger Ant-Man, Avispa y Iron Man para ayudar a Thor y Hulk, a quien Loki usó como peón. Después de que el grupo derrotó a Loki, Ant-Man declaró que los cinco trabajaron bien juntos y sugirieron que formaran un equipo; Avispa llamó al grupo, Vengadores.
La lista cambió casi de inmediato; al comienzo del segundo número, Ant-Man se convirtió en Giant-Man, y al final del problema, Hulk se fue una vez que se dio cuenta de lo mucho que los demás lo temían por su personalidad inestable. Capitán América pronto se unió al equipo en el número 4, y se le dio el estado de "miembro fundador" en el lugar de Hulk. Los Vengadores continuaron luchando contra enemigos como el Barón Zemo, que formó los Maestros del Mal, Kang el Conquistador, Wonder Man, y el Conde Nefaria.
El siguiente hito llegó cuando todos los miembros menos el Capitán América renunciaron; fueron reemplazados por tres antiguos villanos: Ojo de Halcón, Bruja Escarlata y Quicksilver. Giant-man, que ahora se hace llamar Goliat, y la Avispa se reincorporaron poco después. Hércules se convirtió en parte del equipo, mientras que el Caballero Negro, y la Viuda Negra, fueron aliados de los Vengadores pero no se convirtieron en miembros hasta años después. Spider-Man recibió membresía, pero no se unió al grupo. La Pantera Negra se unió después de rescatar al equipo de Segador y Klaw. Los X-Men #45 (junio 1968) presentó un cruce con The Avengers #53 (junio 1968). Esto fue seguido por la introducción del Androide, la Visión. Pym asumió la nueva identidad de Yellowjacket en el número 59, y se casó con la Avispa el mes siguiente.
La sede de los Vengadores se encontraba en un edificio de la ciudad de Nueva York llamado Mansión de los Vengadores, cortesía de Tony Stark (la verdadera identidad de Iron Man). La mansión fue atendida por Edwin Jarvis, el mayordomo fiel de los Vengadores, y provista de tecnología de vanguardia y sistemas de defensa, e incluyó el modo de transporte principal de los Vengadores: el Quinjet de cinco motores.
La precuela de cómic Avengers # 1 1/2 (diciembre de 1999), del escritor Roger Stern y el artista Bruce Timm, contó una historia de estilo retro entre los números 1 y 2, que detalla la decisión de Ant-Man de transformarse en Giant-Man.

### 1970
El equipo encontró nuevos personajes como Arkon en el número 75 (abril de 1970), y Red Wolf en el número 80 (septiembre de 1970). Las aventuras del equipo aumentaron en alcance cuando el equipo cruzó a una dimensión alternativa y luchó contra el Escuadrón Supremo, y luchó en la Guerra Kree-Skrull, una batalla épica entre las razas alienígenas Kree y Skrull y el protagonista invitado Kree, el Capitán Marvel. Los Vengadores se disolvieron brevemente cuando los Skrulls se hacen pasar por el Capitán América, Thor y Iron Man usaron su autoridad como fundadores del equipo y lo disolvieron. Los verdaderos Vengadores fundadores, menos Avispa, reformaron el equipo en respuesta a las quejas de Jarvis.
Mantis se unió al equipo junto con el Espadachín reformado. La historia de "The Avengers-Defenders Clash" cruzó entre los dos títulos de equipo. "La Virgen Celestial" ha vinculado los orígenes de Mantis con los inicios del conflicto de Kree-Skrull en una aventura que involucra a Kang el Conquistador, e Immortus, que fueron pasados y versiones futuras de cada uno. Mantis fue revelada como la Madonna celestial, quien estaba destinada a dar a luz a un ser que salvaría el universo. Se reveló que el cuerpo de la Visión solo había sido apropiado, y no creado por Ultron, y que originalmente pertenecía a la Antorcha Humana de los años 40. Con sus orígenes claros para él, la Visión le propuso a la Bruja Escarlata. La saga "Madonna Celestial" terminó con su boda, presidida por Immortus. La Bestia y Dragón Lunar se unieron al equipo poco después. Una historia de siete partes presentaba al Escuadrón Supremo y la Corona Serpiente.
Otras historias clásicas incluyeron "La Novia de Ultron", la "Trilogía de Nefaria", y "La Saga de Korvac", que presentó a casi todos los Vengadores que se unieron al equipo hasta ese punto. Henry Peter Gyrich se convirtió en el enlace de los Vengadores con el Consejo de Seguridad Nacional de los Estados Unidos. Gyrich tenía prejuicios contra los superhumanos y actuaba con mano dura y obstruccionista, e insistía en que los Vengadores siguieran las reglas y regulaciones del gobierno o que perdieran su estado de prioridad con el gobierno. Entre las demandas de Gyrich estaba que la lista activa se redujera a solo siete miembros, y que Falcon, un afroamericano, fuera admitido en el equipo para cumplir con las leyes de acción afirmativa. Este último acto fue resentido por Ojo de Halcón, quien debido al límite de siete miembros perdió su lugar de pertenencia a Falcon. Falcon, a su vez, no estaba contento de ser el beneficiario de lo que él percibía como un tokenismo, y decidió renunciar al equipo, después de lo cual Wonder Man se reincorporó. Los verdaderos orígenes de Quicksilver y Bruja Escarlata se revelaron en una historia de tres partes que se publicó en los números # 185-187 (julio-septiembre de 1979). Después de esta aventura, la Bruja Escarlata se ausentó y Ms. Marvel se unió oficialmente al equipo como su reemplazo.

### 1980
El primer desarrollo importante fue el colapso nervioso de Henry Pym, con sus frecuentes cambios de vestimenta y nombre siendo sintomáticos de un problema de identidad y un complejo de inferioridad. Después de abusar de su esposa, de no haber recuperado la confianza de los Vengadores usando una estratagema, y de haber sido engañado por el villano Egghead, Pym fue encarcelado. Pym luego demostró ser más listo que Egghead y derrotó a la última encarnación de los Maestros del Mal por su cuenta, y demostró su inocencia. Pym se reconcilió con Avispa, pero decidieron permanecer separados. Pym se retiró de las actividades de superhéroe, pero regresó años más tarde.
Esto fue seguido por varias historias importantes, como «Ultimate Vision», en la que la Visión se hizo con el mando de los sistemas informáticos del mundo en un intento desacertado de crear paz mundial; la formación de los Vengadores de la Costa Oeste; y «Avengers Under Siege» que involucró al segundo Barón Zemo y los Maestros del Mal que se apoderaron de la mansión e hirieron gravemente a Jarvis y Hércules.«Asalto al Olimpo» se centró en el padre de Hércules, Zeus, culpando a los Vengadores de las lesiones de su hijo y llevándolos al Olimpo para su juicio, y el arco «Heavy Metal» en el que el Súper Adaptoide organizó varios villanos robóticos para un asalto al equipo. Los nuevos miembros durante la década de 1980 incluyen a Tigra; She-Hulk; Mónica Rambeau (posteriormente conocida con el nombre de Capitán Marvel); Starfox (el hermano de Thanos); la esposa de Ojo de Halcón, Pájaro Burlón; y Namor, mientras que Henry Pym salió de su retiro para unirse a los Vengadores de la Costa Oeste. A Spider-Man se le ofreció nuevamente membresía, pero no pudo obtener la admisión debido a preocupaciones de seguridad sobre él por parte del enlace del gobierno de los Vengadores.
La villana Nebula afirmó falsamente ser la nieta de Thanos. El equipo se trasladó durante un tiempo a una isla flotante en la costa de Nueva York llamada Hydro-base luego de que la Mansión de los Vengadores fuera severamente dañada durante los eventos en «Under Siege». La Hydrobase fue hundida más tarde durante el cross-over de Actos de Venganza.
Los Vengadores y Vengadores de la Costa Oeste cambiaron para permitir a los miembros mantenerse activos cuando estaban disponibles y bajo el estatus de reserva cuando no estaban disponibles, y fusionaron los dos equipos de Vengadores separados en un solo equipo con dos bases. La personalidad de Visión fue fundamentalmente alterada, junto con el descubrimiento de que los hijos de la Bruja Escarlata y la Visión eran en realidad ilusiones. La pérdida de los hijos de la Bruja Escarlata y la Visión, que fue desmantelado por agentes del gobierno en represalia por los eventos en la historia de Ultimate Vision, llevaron a la Bruja Escarlata a la locura, aunque finalmente se recuperó y se reincorporó al equipo. Esta historia reveló que los poderes de la Bruja Escarlata incluían la manipulación a gran alcance de la realidad y que era lo que el viajero del tiempo Immortus se refiere como un «ser del nexo» preparando el escenario para las historias, Caos y Vengadores Desunidos de 2004. Esto se desarrolló en la historia Darker than Scarlet que apareció en Vengadores de la Costa Oeste, números 51-62 (noviembre de 1989 a septiembre de 1990). Los títulos de Los Vengadores a fines de 1989 estuvieron involucrados en el evento de cross-over principal «Actos de venganza» en el que Loki reunió a muchos de los archivillanos de Marvel (su círculo interno incluía a Doctor Doom, Magneto, Kingpin, Mandarín, Mago y Red Skull), en una trama para destruir el equipo. Loki orquestó una fuga masiva de villanos de la prisión de la Bóveda, como parte de su plan de "Actos de venganza", pero en últimas fracasó en su objetivo de destruir a los Vengadores.

### 1990
El gobierno de los Estados Unidos revocó el estatuto del Estado de Nueva York de los Vengadores en medio de un tratado con la Unión Soviética. Los Vengadores luego recibieron un estatuto de las Naciones Unidas y los Vengadores se dividieron en dos equipos con un equipo suplente de reserva que respaldaba a los equipos principales.
En este punto, las historias en curso y el desarrollo del personaje se centraron en Caballero Negro, Sersi, Crystal, Hércules, Visión y Viuda Negra. Sus principales antagonistas en esta carrera fueron el misterioso Proctor y su equipo de Vengadores de otras dimensiones conocidos como los Recolectores. Durante este período, los Vengadores se encontraron enfrentando enemigos cada vez más asesinos y se vieron obligados a cuestionar su regla contra el asesinato.
Esto culminó con la "Operación: Tormenta Galáctica", una historia de 19 partes que recorrió todos los títulos relacionados con los Vengadores y mostró un conflicto entre los Kree y el Imperio Shi'ar. El equipo se dividió cuando Iron Man y varios disidentes ejecutaron la Inteligencia Suprema en contra de los deseos del Capitán América. Después de que una votación disolviera a los Vengadores de la Costa Oeste, Iron Man formó un equipo proactivo y agresivo llamado Force Works. Durante la primera misión del equipo, Wonder Man fue asesinado de nuevo, aunque sus átomos se dispersaron temporalmente. Force Works luego se disolvió después de que se revelara que Iron Man se convirtió en un asesino a través de las manipulaciones del villano Kang, la misma historia al ver a Iron Man sacrificándose a sí mismo y siendo reemplazado por su homólogo adolescente de una línea de tiempo paralela.
Durante el caso Heroes Reborn, muchos de los Vengadores junto con los Cuatro Fantásticos y otros, murió tratando de detener la entidad psíquica de Onslaught, aunque se reveló que Franklin Richards conserva esos héroes en un universo de bolsillo. Creyendo que el equipo principal se había ido, la Viuda Negra disolvió a los Vengadores, y solo el mayordomo Edwin Jarvis se quedó para atender la Mansión.
La continuidad anterior del Universo Marvel se dejó de lado cuando los héroes "renacieron" en el universo de bolsillo creado por Franklin Richards para salvar a sus padres y sus amigos, mientras que la línea "Heroes Reborn" finalizaba y los héroes regresaban al primer Universo Marvel. Esta restauración también deshizo cambios recientes a los miembros del equipo como la Avispa siendo mutada en un estado insectoide, Ojo de Halcón siendo sordo, y Stark siendo reemplazado por su yo adolescente, atribuido a la percepción infantil de Franklin recreando a los héroes de la manera que él estaba más familiar con.
Después de que la serie Heroes Reborn concluyó, el cómic de Avengers se reinició con el vol. 3 # 1 escrito por Kurt Busiek y dibujado a lápiz por George Pérez. Los nuevos miembros durante esta carrera incluyeron el revivido Wonder Man, Justicia, Firestar, Silverclaw y Triathlon. Los Vengadores lucharon contra muchos de sus villanos tradicionales como el Segador, Ultron, Conde Nefaria y Kang el Conquistador. La serie limitada Avengers Forever, comenzando durante este período, fue una historia de viaje en el tiempo que exploró la historia de los Vengadores y resolvió muchas preguntas pendientes sobre las manipulaciones pasadas del presente de Kang e Immortus, presentando a varios Vengadores del pasado, presente y futuro posible trabajando junto a Kang el Conquistador y Rick Jones como parte del intento de Kang de escapar de su "destino" percibido como Immortus.

### 2000
Los Vengadores recibieron la autoridad internacional de las Naciones Unidas. Los miembros que se unieron durante ese período incluyeron Jack de Corazones y el segundo Ant-Man. Un nuevo Capitán Bretaña fue agregado al equipo. La historia de "Vengadores Desunidos" siguió. Titulado Chaos, la historia presentaba la muerte de algunos miembros y la pérdida de credibilidad del equipo. Se revela que la culpable es la Bruja Escarlata, que se había vuelto loca después de agonizar por el recuerdo de sus hijos perdidos y que posteriormente perdió el control de sus poderes que alteran la realidad. Con el equipo en desorden y la mansión de los vengadores arruinada, los miembros sobrevivientes acordaron disolverse.

Una reproducción gigante de una portada de Los Nuevos Vengadores, en la que aparecen Los 4 Fantásticos.

Un nuevo equipo de Vengadores se formó en la serie Nuevos Vengadores luego de que un grupo de héroes se uniera para frustrar un estallido en la prisión de los supervillanos, La Balsa, compuesta por Iron Man, Capitán América, Luke Cage, Wolverine, Ronin, Spider-Man, Spider-Woman, y el misterioso Sentry. Esto fue seguido pronto por el evento House of M.
En el arco de la historia de "Civil War", los superhéroes de Marvel se dividieron por el cumplimiento de la nueva Ley de Registro de Superhumanos del gobierno de los EE. UU., que requería que todas las personas superpoderes registraran sus verdaderas identidades con el gobierno federal y se convirtieran en agentes de las mismas. Los Nuevos Vengadores se disolvió, con un bajo grupo rebelde protagonizando una serie que conserva los Nuevos Vengadores en su logotipo de portada y Nuevos Vengadores en sus marcas de copyright. Luke Cage dirigió este equipo, formado por él mismo, Echo, Ronin, Spider-Man, Spider-Woman, Wolverine, Iron Fist y Doctor Strange. Durante la invasión secreta a largo plazo por parte de la raza alienígena Skrulls, se reveló que Spider-Woman había sido secuestrada y reemplazada por la reina de Skrull, Veranke, antes de que ella se uniera al equipo. Después de la derrota de los Skrulls, Spider-Woman fue rescatada junto con otros héroes secuestrados y reemplazados. Durante el argumento de la historia de toda la compañía, "Dark Reign", Echo y Iron Fist abandonaron el equipo y los Vengadores obtuvieron a Ms. Marvel, Bucky Barnes como suplente de Capitán América y Pájaro Burlón.
Iron Man, en la serie Los Poderosos Vengadores, formó un equipo bajo los auspicios del programa gubernamental Iniciativa Cincuenta Estados, y se instaló en la ciudad de Nueva York, junto con Ares, Viuda Negra, Sentry, Avispa, Wonder Man, y la líder Carol Danvers como Ms. Marvel. Después de los eventos del arco de la historia de Secret Invasion, Norman Osborn asumió el control de los Vengadores auspiciados por S.H.I.E.L.D., ahora bajo los auspicios de su propia agencia, H.A.M.M.E.R. Todos menos Ares y el Sentry abandonaron este equipo -la Avispa parecía haber muerto- y el equipo migró a la serie Vengadores Oscuros. Osborn reclutó a Marvel Boy para hacerse pasar por el Capitán Marvel y Daken para hacerse pasar por su padre, Wolverine, trayendo a Moonstone, Bullseye y Venom de su anterior equipo de Thunderbolts para hacerse pasar por Marvel, Hawkeye y Spider-Man, respectivamente.
En Los Poderosos Vengadores, Pym asumió la identidad de Avispa en homenaje a su exesposa caída, dirigió un nuevo equipo de Vengadores y reclamó el nombre de su equipo, ya que fue el único Vengador fundador en cualquiera de las tres listas activas de Vengadores (Avispa y Cap estaban muertos, Thor actuaba solo, y Iron Man huía de Osborn). Su equipo operó bajo un grupo paraguas multinacional, la Agencia de Reacción Global para la Actividad Paranormal Misteriosa (GRAMPA). Este equipo presentaba la lista de Hércules, Amadeus Cho, Estatura, Visión, Yocasta, U.S. Agent, Quicksilver y Pym. Loki disfrazado de Bruja Escarlata era un personaje recurrente. Iron Man y Hulk estuvieron brevemente con ellos.

### 2010
Después de que los Vengadores Oscuros de Osborn son expuestos como criminales y su ataque contra Asgard fue frustrado, la siguiente iteración de la lista de los Vengadores consiste en Thor, Hawkeye, Spider-Man, Wolverine, Capitán América, Spider-Woman, Iron Man y la líder del equipo Maria Hill. Steve Rogers, renunciando brevemente a su persona de Capitán América, responde a las preocupaciones de Luke Cage acerca de que el equipo está volviendo a los viejos métodos otorgando el reconocimiento a los "Nuevos Vengadores" de Cage como un equipo oficial independiente de los Vengadores más tradicionales de Stark. Bucky Barnes como el Capitán América se unió a los principales Vengadores, mientras que Iron Fist, Power Woman y la Mole se unieron al equipo de Cage, Spider-Man y Wolverine manteniendo la membresía doble en ambos equipos. Rogers era una presencia ocasional y Victoria Hand se añadió como un enlace del gobierno para los Nuevos Vengadores con el respaldo de Rogers.
Una segunda serie, titulada Vengadores Secretos fue lanzada en mayo de 2010, escrita por Ed Brubaker con Mike Deodato como el artista habitual. El segundo volumen de la serie Nuevos Vengadores se relanzó en junio de 2010, escrito por Bendis y dibujado por Stuart Immonen. Un cuarto título, Academia Vengadores, se lanzó en junio de 2010, en sustitución de Avengers: The Initiative. Christos Gage se desempeñó como escritor, con Mike McKone como artista.
Después de una reunión entre Rogers y MI-13, el Capitán Britania acepta un puesto con los Vengadores. Noh-Varr más tarde también lo hace. Bruce Banner hizo arreglos con Rogers para que el Red Hulk se uniera.
La historia "Shattered Heroes" lleva a varios cambios en la alineación principal de Vengadores, con Quake y Tormenta siendo reclutados, y la Visión volviendo a unirse al equipo. Wolverine y Spider-Man abandonan el equipo principal y se involucran más con los Nuevos Vengadores. Durante los eventos de la historia de Avengers vs. X-Men, Tormenta renuncia para ponerse de parte de sus compañeros mutantes como miembro de los X-Men. Los Vengadores despiden a Noh-Varr después de que éste intentara traicionar al equipo, aunque al final no lo hizo. El conflicto termina con ambos equipos unidos pero derrotados por un Cíclope impenitente. Una nueva serie, Uncanny Avengers, debutó en el título insignia de la iniciativa Marvel NOW!. El título está escrito por Rick Remender con arte de John Cassaday, y el equipo contiene miembros de los Vengadores y los X-Men. Además, se lanzó un título bisemanal de Vengadores, escrito por Jonathan Hickman y dibujado por diferentes artistas para cada arco de la historia. Hickman también comenzó a escribir Nuevos Vengadores.
Durante la historia de 2014 "AXIS", cuando una Bruja Escarlata ahora malvada invade Latveria, el Doctor Doom forma su propio equipo de Vengadores compuesto por 3D Man, Elsa Bloodstone, Mantarraya, Valkyrie y U.S. Agent. Después de que varios héroes y villanos experimentan una inversión moral en la batalla contra Red Skull (que tiene las habilidades del Profesor Charles Xavier), Rogers luego reúne a Magneto, el Doctor Doom, el Hombre Absorbente, Carnage, Deadpool, la Encantadora, el Duende, el quinto Jack O'Lantern, Loki, Mystique y Sabretooth, todos temporalmente "invertidos" para actuar como héroes, para ayudarles a él y a Spider-Man a derrotar a los Vengadores y los X-Men invertidos hasta que el hechizo original pueda deshacerse. Durante la historia "El Tiempo se acaba", Sunspot creó un equipo de los Vengadores, formado por él mismo, Viuda Negra, Cannonball, Manifold, Pod, Shang-Chi, Smasher, Spider-Woman, Validator y los Hijos del Sol. La división "Multiversal Avengers" de este equipo consiste en Abyss, Ex Nihili (incluido Ex Nihilo), Hyperion, Nightmask, Odinson y Star Brand.
Tras la destrucción y reconstrucción de la realidad en la historia "Secret Wars" 2015, se crea un nuevo equipo conocido como Avengers Idea Mechanics, hecho para enfrentar amenazas de nivel Vengadores más allá de la simple lucha contra villanos, mientras que Avengers Unity Squad continúa operando para apoyar relaciones mutantes. Iron Man forma un nuevo equipo de Vengadores en la nueva serie All-New All-Different Avengers compuesta por él mismo, Visión, Nova (Sam Alexander), Ms. Marvel, Spider-Man (Miles Morales), Capitán América (Sam Wilson), y Thor (Jane Foster). Después de la historia Civil War II, el título fue cancelado y reemplazado por un nuevo volumen de los Vengadores regulares. La lista de miembros también fue cambiada, pues tras quedara Iron Man en estado de coma, y la renuncia de Spider-Man (Miles Morales), Nova y Ms. Marvel del equipo (que en su lugar se unieron con otros héroes de su misma edad para formar su propio grupo, Los Campeones), los tres miembros restantes se asociaron con Spider-Man (Peter Parker), Hércules y Avispa (Nadia Pym) para formar un nuevo equipo.
Durante la historia "Imperio Secreto" 2017, en la que el Capitán América fue 'reprogramado' para creer que había sido un agente durmiente de Hydra desde la niñez, el régimen de Hydra forma sus propios Vengadores compuestos por Odinson (Thor actualmente dudando de su valía y creyendo que Rogers debe tener la razón pues pudo alzar a Mjolnir mientras que Thor no pudo, sin saber que Hydra había usado el cubo cósmico para cambiar la naturaleza del encantamiento), Deadpool, una Bruja Escarlata poseída por Chthon, Vision (que sufría de un virus de IA creado por Arnim Zola), Taskmaster, la contraparte LMD de Eric O'Grady Black Ant, y la aparición del Doctor Octopus, Superior Octopus. Sin embargo, en la posición final, Odinson rechaza la autoridad de Rogers y se pone de parte de sus antiguos aliados, mientras que la hija de Visión lo purga del virus y Hermano Voodoo exorciza a Chthon de La Bruja, mientras que Taskmaster y Black Ant liberan a los Campeones encarcelados a cambio de indulgencia, y la verdadera versión de Steve Rogers es restaurada, usando a Mjolnir contra su contraparte.
En mayo de 2018, se lanzó otro volumen para la serie como parte de la iniciativa Marvel's Fresh Start, escrita por Jason Aaron y dibujada por Ed McGuinness. Este nuevo volumen también vio el regreso de los tres miembros centrales principales, cuando Steve Rogers y Thor se reúnen con Tony Stark para convencerlo de rearmar el grupo con ellos en el centro. La reunión fue consolidada por las maquinaciones de Loki, quien facilitó la llegada de los Celestiales Oscuros, que amenazan el mundo, como una estratagema para poner de vuelta en acción a los Avengers, resultando en la participación de She-Hulk, Capitána Marvel, Pantera Negra, Ghost Rider (Robbie Reyes) y Blade, siendo Pantera Negra nombrado director. Cuando los Celestiales Oscuros son derrotados, los Celestiales enderezan el cadáver del Progenitor, largamente muerto, en el Polo Norte. Los Vengadores reequipan el cuerpo del Progenitor, transformándolo en su base de operaciones, la Montaña de los Avengers.

## Miembros
| Fundadores - Iron Man (Tony Stark) - Thor (Thor Odinson) - Hombre Hormiga/Hombre Gigante (Henry Pym) - Avispa (Janet Van Dyne) - Hulk (Bruce Banner) Reclutas de los años 1960 - Capitán América (Steve Rogers) - Rick Jones - Hombre Maravilla (Simon Williams) - Pantera Negra (T'Challa) - Visión (Victor Shade) - Ojo de Halcón (Clinton Francis Barton) - Quicksilver (Pietro Django Maximoff) - Bruja Escarlata (Wanda Maximoff) - Espadachín (Jacques Duquesne) - Hércules (Heracles) - Caballero Negro (Dane Whitman) Reclutas de los años 1970 - Viuda Negra (Natasha Romanoff) - Mantis (Mandy Celestine) - Bestia (Dr. Henry «Hank» Philip McCoy) - Dragón Lunar (Heather Douglas) - Gata Infernal (Patricia «Patsy» Walker) - Zumbador (Robert L. Frank Sr.) - Dos Pistolas Kid (Matthew J. «Matt» Hawkins) - Ms. Marvel (Carol Danvers) - Falcon (Samuel «Snap» Thomas Wilson) Reclutas de los años 1980 - Yocasta - Tigra (Greer Grant Nelson) - She Hulk (Jennifer Susan Walters) - Capitán Marvel I (Mar-Vell) - Mónica Rambeau - Starfox (Eros) - Namor (Namor McKenzie) - Doctor Druid (Anthony Ludgate Druid) - Marrina (Marrina Smallwood) - Nebula (Ravonna Lexus Renslayer) - Chaqueta Amarilla (Rita DeMara) - El Demoledor (Dennis Dunphy) - El Olvidado (Gilgamesh) - Reed Richards (Prof. Reed Richards) - Mujer Invisible (Susan «Sue» Storm) - Neutrón (Wendell Elvis Vaughn) West Coast Avengers reclutas (1984-1994) - Moira Brandon - Pájaro Burlón (Bárbara Morse) - Máquina de Guerra (James Rupert «Rhodey» Rhodes) - La Cosa (Benjamin Jacob Grimm) - Firebird (Bonita Juárez) - Caballero Luna (Marc Spector) - U.S. Agent (John Frank Walker) - Antorcha Humana (androide) (Jim Hammond) - Rayo Viviente (Miguel Santos) - Arachne (Julia Carpenter) - Hombre Máquina (Aaron Stack) - Halcón Oscuro (Christopher Powell) Post-Inferno reclutas (1990) - Spider-Man (Peter Parker) - Sersi (Circe) - Mantarraya (Walter Newell) - Rabia (Elvin Daryl Haliday) - Hombre de Arena (William Baker) - Crystal (Crystalia Amaquelin) - Thunderstrike (Eric Kevin Masterson) - Espadachín II (Phillip Jarvert) - Magdalene - Grito de Muerte (Sharra Neramani) Post-Heroes Return reclutas (1998-2004) - Estrella de Fuego (Angélica Jones) - Justicia (Vance Astrovik II) - Triatlón (Delroy Garrett) - Silverclaw (María de Guadalupe Santiago) - Jack de Corazones (Jonathan Hart) - Hombre Hormiga II (Scott Lang) - Corazón de León (Kelsey Leigh Kirkland) Los Nuevos Vengadores (2005) - Hombre Araña (Peter Parker) - Wolverine (James «Logan» Howlett) - Luke Cage (Carl Lucas) - Ghost Rider (Johnny Blaze) - Puño de hierro (Daniel Rand-K'ai) - Doctor Strange (Stephen Strange) - Spider-Woman (Jessica Drew) Post-Civil War (2007-2009) - Echo (Maya López) - Ares - Capitán América (James «Bucky» Barnes) - Amadeus Cho - Sentry (Robert Reynolds) - El Príncipe de los Huérfanos (John Aman) - Joya (Jessica Jones) Heroic Age reclutas (2010-2011) - Protector (Noh-Varr) - Nova (Richard Rider) - Capitán Britania (Brian Braddock) - Red Hulk (Thaddeus Ross) - Valquiria (Brunilda) - Maria Hill - Agente 13 (Sharon Carter) - Speedball (Robbie Baldwin) - Hombre Hormiga (Eric O'Grady) - Shang-Chi - Daredevil (Matt Murdock) - Tormenta (Ororo Munroe) - Quake (Daisy Johnson) - Venom (Flash Thompson) Marvel NOW (2012-2013) - Havok (Alexander Summers) - Bala de Cañón (Sam Guthrie) - Sunspot (Roberto Dacosta) - Manifold (Eden Fesi) - Rayo Negro (Blackagar Boltagon) - Rogue (Anna Marie) - Smasher (Isabel Kane) - Hyperion (Marcus Milton) - Capitán Universo (Tamara Devoux) - Ex Nihilo - Abyss - The Superior Spiderman (Otto Octavius/«Peter Parker») - Medusa (Medusalith Amaquelin) - Dientes de Sable (Víctor Creed) - Hermano Vudú (Jericho Drumm) All-New All-Different Marvel NOW! (2015-2016) - Nova (Sam Alexander) - Thor (Jane Foster) - Ms. Marvel (Kamala Khan) - Spiderman (Miles Morales) - Deadpool (Wade Winston Wilson) - Antorcha Humana (Jonathan «Johnny» Spencer Storm) - Chica Ardilla (Dorren Green) - Pájaro Cantor (Melissa Gold) - White Tiger (Ava Ayala) - Power Man (Víctor Álvarez) - Wiccan (William Kaplan) - Hulkling (Teddy Altman) - Sinapsis (Emily) División de Unidad Post-Civil War II (2017-2018) - Rogue (Anna Marie) (líder) - Quicksilver (Pietro Maximoff) - Hermano Vudú (Jericho Drumm) - Deadpool (Wade Winston Wilson) - Antorcha Humana (Johnny Storm) - Synapse (Emily) - Cable (Nathan Christopher Summers) - Avispa (Janet Van Dyne) U.S.Avengers (2016-2018) - Citizen V (Roberto da Costa) (Líder) - Enimga (Aikku Jokinen) - Red Hulk (Robert Maverick) - Chica Ardilla (Dorren Green) - Bala de cañón (Sam Guthrie) - Iron Patriot (Toni Ho) Vengadores indignados (Occupy Avengers) (2016-2017) - Ojo de Halcón (Clint Barton) - Tilda Johnson - Lobo Rojo (William Talltrees) - Nico Wolinski | 1959 Fury's Black Ops Initiative (2011) - Nick Fury (Nicholas Joseph Fury) - Dum Dum Dugan (Timothy Aloysius Cadwallader Dugan) - Dientes de Sable (Victor Creed) - Dominic Fortune (Duvid Jerome T. Fortunov) - Namora (Aquaria Nautica Neptunia) - Kraven el Cazador (Sergei Kravinoff) - Ulysses Bloodstone - Silver Sable (Ernst Sablinova) - Blonde Phantom (Louise Grant Mason) Vengadores I.A. (2013-2014) - Dr. Hank Pym (líder) - Doombot - Vision - Victor Mancha - Protector (Alexis) - Mónica Chang - Yocasta Jóvenes Vengadores (2005-2014) - Wiccan (William Kaplan) - Hulkling (Teddy Altman) - Veloz (Thomas Shepherd) - Ojo de Halcón II (Kate Bishop) - Patriota (Elijah Bradley) - Iron Lad - Estatura (Cassie Lang) - Visión (Jonas) - Miss América (América Chávez) - Loki - Prodigio (David Alleyne) - El Protector (Noh-Varr) Mascota de los Vengadores (2009) - Lockjaw - Throg - Lockheed - Redwing - Zabu - Hairball - Ms. Lion Fuerza-V (A-Force) (2015-2016) - Carol Danvers - Medusa (cómic) (Medusalith Amaquelin Boltagon) - She-Hulk (Jennifer Walters) - Singularidad - Dazzler (Alison Blaire) - Nico Minoru |

## Enemigos
Los Vengadores tienen una larga lista de villanos que enfrentan con frecuencia.
Algunos de los más recurrentes incluyen a Loki, Ultron, Thanos y Kang el Conquistador.

## Versiones alternativas

### Vengadores de los años 50
Un equipo efímero de superhéroes en la década de 1950 se llamaron a sí mismos los Vengadores. Consistió en Marvel Boy, Venus, 3-D Man, Hombre Gorila, M-11, Jimmy Woo, Namora y Jann de la Jungla, y existió en una línea de tiempo alternativa que fue borrada por la manipulación del tiempo, Immortus. Agentes de Atlas, una versión del grupo, sin 3-D Man y Jann existía en la continuidad de la corriente principal, y finalmente se reformó en la actualidad.

### Vengadores 1959
Los Nuevos Vengadores vol. 2, # 10 reveló otro equipo de Vengadores de los años 50, formado por Nick Fury para cazar los últimos restos del Tercer Reich y formado por Fury, Dominic Fortune, Dum Dum Dugan, Namora, Silver Sable, Sabretooth, Kraven el Cazador y Ulysses Bloodstone. Una miniserie de seguimiento escrita por Howard Chaykin mostró que este grupo asistido por Blonde Phantom, Eric Koenig y un nuevo personaje mago británico y espía, Powell McTeague. Esa vez lucharon contra un culto basado en el partido nazi que empleó a varios agentes, incluyendo Barón Sangre y Brain Drain.

### Vengadores (versión 1,000,000 aC)
En el problema de una sola toma que se relaciona con "Marvel Legacy", hubo una versión de los Avengers que existió en 1,000,000 antes de Cristo. La alineación está compuesta por Agamotto, Odín, una mujer de la Edad de Piedra sin nombre que fue la presentadora de las versiones de la Fuerza y la Edad de Piedra de Pantera Negra, Ghost Rider, Iron Fist y Star Brand. Este grupo se unió por primera vez para derrotar a un Celestial fuera de control llamado los Caídos, donde lo derrotaron y lo sellaron bajo tierra en algún lugar de Sudáfrica.

### Avengers Next
En la línea de tiempo futura alternativa conocida como MC2, los Vengadores se disolvieron y la Mansión de los Vengadores era un museo. Una emergencia forzó a Edwin Jarvis a hacer sonar una alerta, y una nueva generación de héroes formó un nuevo equipo de Vengadores. La mayoría de los nuevos Vengadores eran hijos de los superhéroes de Marvel establecidos.

### Ultimates
En el universo Ultimate Marvel, los Vengadores son nombrados los Ultimates, y fueron formados por el General Nicholas Fury para proteger a los Estados Unidos de amenazas sobrehumanas. Primero aparecieron en The Ultimates por Mark Millar y Bryan Hitch. Después de los eventos de The Ultimates 2, el equipo dejó el empleo de S.H.I.E.L.D. para independizarse y ser financiado por Tony Stark.
Un equipo de Black Ops llamado Los Vengadores debutó en algún momento después de la historia de Ultimatum. Esta versión fue un proyecto encabezado por Nick Fury y el hermano de Tony Stark, Gregory Stark para recuperar al Capitán América. Sus miembros conocidos eran War Machine, Hawkeye, Viuda Negra II (Mónica Chang), Spider (un clon de Spider-Man creado por Gregory Stark del ADN de Spider-Man y Profesor X), Tyrone Cash (quien era el Hulk original). antes de Bruce Banner), Red Wasp y Nerd Hulk (un clon inteligente de Hulk que carece de la ira de Hulk). Miembros adicionales incluidos Punisher (quien se unió a los Vengadores contra una persecución de Ghost Rider) y el mitad vampiro Blade (quien se unió al grupo para ayudar contra una invasión de vampiros).

### Avengers Forever
Una de las líneas de tiempo que se ven en Avengers Forever es un futuro alternativo donde los marcianos han devastado la Tierra y han matado a la mayoría de sus héroes. Una versión anterior de Pantera Negra lidera un equipo de Vengadores compuesto por Killraven, Rayo Viviente, Yocasta, un nuevo Crimson Dynamo y Thundra.

### Marvel Zombies
Los Vengadores existían como un equipo antes de la llegada de un contagio zombi en el universo original de Marvel Zombies, y se parecía a su lista pre-desmontada. Cuando varios de sus miembros se infectaron, se dispusieron a comer a la humanidad y enviaron un falso llamado "Vengadores Unidos" para atraer a los superhumanos a la mansión de los Vengadores, infectar a más héroes y propagar el virus. El equipo se vino abajo y muchos de sus miembros fueron asesinados con el paso del tiempo.
Un segundo equipo de zombi Vengadores apareció en Marvel Zombies Return. Ese equipo se unió para encontrar comida y matar cualquier resistencia (zombi o no infectado) y fue dirigido por Sentry. También en el equipo estaban los zombis Caballero Luna, Namor, Quasar, Quicksilver, Thundra y Super-Skrull. A ellos se les unió el Hombre-Gigante zombi del Zombiverse original, que intentaba impulsar un teletransportador dimensional, pero todos fueron asesinados por los Nuevos Vengadores de Spider-Man. El equipo estaba compuesto por Iron Man, Hombre de Arena y el zombi Hulk y Wolverine.

### House of M: Avengers
En la realidad alternativa creada por la Bruja Escarlata, Luke Cage formó un equipo de humanos superpoderosos para luchar por los derechos humanos.

### Era de Apocalipsis
Una versión humanizada de los Vengadores se unió durante la Era del Apocalipsis y se conoció como el Alto Consejo Humano.

### Vengadores 2099
Durante la historia de "Secret Wars" en el dominio Battleworld de 2099, los Vengadores son un equipo de superhéroes corporativos patrocinados por Alchemax. El grupo está formado por Capitán América (una mujer latina llamada Roberta Méndez), Viuda Negra (una mujer afrodescendiente llamada Tania), Iron Man (un enano llamado Sonny Frisco), Hawkeye (una criatura mitad hombre, mitad pájaro llamada Max) y Hércules.

## Apariciones en otros medios

### Televisión

#### The Avengers: United They Stand
The Avengers: United They Stand fue una serie de animación protagonizada por Los Vengadores emitida desde 1999 hasta 2000. Los miembros eran el Hombre Hormiga, Avispa, Visión, Hombre Maravilla, la Bruja Escarlata, Ojo de Halcón, Tigra y Falcon. Solo duró una temporada y fue criticada por sus notorias diferencias con las historietas.[cita requerida]

#### The Avengers: Earth's Mightiest Heroes
Fue emitida por Disney XD, desde 2010 hasta 2012. La serie inicialmente presentó a un equipo basado en la alineación original, compuesta por Iron Man, el Hombre Hormiga, Hulk, Thor, y Avispa. Posteriormente se unen al equipo el Capitán América, Pantera Negra, Ojo de Halcón, Ms. Marvel, Spider-Man y Visión. En cuestiones de estilo, la serie hacía referencia a las historias originales creadas por Stan Lee y Jack Kirby, así como también material tomado de todas las etapas del cómic e incluso de su universo cinematográfico.

#### The Super Hero Squad Show
Esta serie, dirigido a un público de edades de 3 a 7 años, fue emitida por Cartoon Network desde 2009 hasta 2011. Estuvo basada en los Vengadores, donde aquí el equipo fue llamado el Escuadrón de Superhéroes, liderado por Iron Man, y compuesto por Thor, Hulk, Wolverine, Silver Surfer, Falcon, y Reptil. Otros Vengadores como el Capitán América y Ms. Marvel también hicieron aparición. Los villanos principales fueron el Doctor Doom, en la primera temporada, y Dark Surfer, en la segunda.

#### Avengers Assemble
Se emitió desde 2013 hasta 2019 por Disney XD. Inicialmente tomada como una continuación de The Avengers: Earth's Mightiest Heroes, la serie fue hecha debido al éxito de la película de 2012, The Avengers. La serie gira en torno a los Vengadores volviéndose a reunir luego de separarse por razones desconocidas. El equipo está basado en el de la película (Iron Man, Capitán América, Hulk, Thor, Black Widow y Hawkeye) junto a la adición de Falcon, y más tarde la de Ant-Man y Spider-Man. La serie presenta varios arcos argumentales, cuyos villanos principales son Red Skull, Thanos, Ultrón, y el Escuadrón Supremo. En la tercera temporada, se llamó «Avengers: Ultron Revolution», aparecen Capitana Marvel, Pantera Negra, Visión, Miss Marvel, Songbird y Red Hulk como miembros de los Poderosos Vengadores y para enfrentar nuevamente a Ultron. En la 4.ª temporada se llamó «Avengers: Secret Wars», regresan Capitana Marvel, Pantera Negra, Visión, Miss Marvel y Ant-Man como los Nuevos Vengadores y aparecen otros como Jane Foster y Avispa. En la 5.ª y última temporada se llamó «Avengers: Black Panther Quest», regresan, pero no incluyen a Hulk, Falcon, Visión, Ant-Man y Avispa.

#### Hulk and the Agents of S.M.A.S.H.
Se emitió desde 2013 hasta 2015 por Disney XD. La serie inicialmente presentó a Iron Man, Thor y Capitán América en ayudar a Hulk junto a She-Hulk, Skaar, Red Hulk y A-Bomb en la batalla final contra la Inteligencia Suprema Kree, en la segunda temporada.

#### Lego Marvel Super Heroes: Maximum Overload
El 5 de noviembre de 2013, se estrenó un especial derivado del videojuego Lego Marvel Super Heroes, donde los Vengadores (formados por Iron Man, Capitán América, Black Widow, Hulk, Thor y Spider-Man) se enfrentan a Loki, quien planea sobrecargar a varios villanos para formar un ejército, con bolas de nieve encantadas.

#### Ultimate Spider-Man
En la tercera temporada, se presenta al equipo (Iron Man, Capitán América, Hulk, Thor, Black Widow, Hawkeye y Falcon) con Spider-Man para enfrentarse a Loki y al Doctor Octopus, y en el final enfrentarán al Gran Maestro y el Coleccionista, quiénes lo ayudan contra su hermano. En el final de la cuarta temporada el equipo aparece solo formado por Iron Man, Thor, Hulk y Capitán América.

#### Guardianes de la Galaxia
En la segunda temporada, se presenta al equipo (Iron Man, Capitán América, Hulk, Capitana Marvel y Ant-Man) en hacer equipo con los Guardianes de la Galaxia para detener el satélite y enfrentar al Alto Evolucionador.

#### Marvel Disk Wars: The Avengers
Marvel Disk Wars: The Avengers (ディスク・ウォーズ：アベンジャーズ Disuku Wōzu: Abenjāzu?), es una serie anime producida para la televisión japonesa por la productora Toei Animation y Walt Disney Japón, basada en los personajes del universo de Marvel Comics. La serie comenzó a transmitirse en Japón a partir del 2 de abril de 2014, para el canal japonés TX Network. La historia cuenta que con la ayuda del profesor japonés Nozomu Akatsuki y de Tony Stark / Iron Man en el desarrollo de un nuevo dispositivo llamado Kit Asegurador de Identidad Digital (Digital Identity Securement Kit (DISK)) o para abreviar discos, diseñado para ayudar a la detención de supervillanos. Pero mientras el nuevo proyecto está siendo presentado al público en Ryker Island, Loki aparece y utiliza los mismos discos para lanzar un ataque con todos los supervillanos capturados, atrapando a Iron Man, al Capitán América, Thor, Avispa y Hulk. Los hijos de Nozomu, Akira y Hikaru, junto con otros tres jóvenes, Edward, Chris, y Jessica, llegan a hacerse con estos discos y unen sus fuerzas para poner fin a los malvados planes de Loki y su ejército de supervillanos.

### Cine

#### Ultimate AvengersyUltimate Avengers 2
En 2006, se produjeron dos película de animación tituladas Ultimate Avengers y Ultimate Avengers 2 que fueron comercializadas en DVD. La historia y el aspecto visual de las mismas se encuentran a medio camino entre el primer arco argumental del cómic Ultimates y los Vengadores clásicos. El equipo estaba formado por el Capitán América, Iron Man, Thor, la Viuda Negra, Avispa, el Hombre Hormiga, y Hulk. En la segunda película, se les une Pantera Negra.

#### Next Avengers: Heroes of Tomorrow
En agosto de 2007, se produjo esta película, con la pérdida de los Vengadores a manos de Ultron; Tony Stark / Iron Man cuida a cuatro adolescentes huérfanos, James Rogers (hijo del Capitán América y Viuda Negra), Torunn (hija de Thor y Sif), Henry Pym Jr. (hijo de Giant Man y Avispa), y Azari (hijo de Pantera Negra y Tormenta), deben estar a la altura del legado de sus padres y derrotar a Ultron, el enemigo mecánico y maníaco que los eliminó. Se reclutan aliados adicionales como Visión, Hulk y Francis Barton (hijo de Hawkeye y Mockingbird).

#### Universo cinematográfico de Marvel
Saga del Infinito
Marvel Studios, con cada película nos mostró una trama que las entrelazaba, esta trama se fue desarrollando a lo largo de más de 10 años, con 22 películas la cual fue presentada en fases.
Fase 1: Comienza en 2008 con Iron Man y Hulk: El hombre increíble, finalizando con The Avengers. En esta fase se presentaron películas de origen de los miembros fundadores de los Avengers. Además de introducir las primeras dos Gemas del Infinito: Espacio y Mente.
Fase 2: Con el grupo ya formado, tenemos personajes, más maduros y conscientes. Nuevamente Iron Man es el encargado de iniciar esta fase con su tercera entrega y cerrando con Avengers: Age of Ultron. En esta fase tenemos nuevos personajes: Guardianes de la Galaxia y Ant-Man que más adelante obtendrán mayor protagonismo y nuevas Gemas del Infinito: Poder y Realidad.
Fase 3: Para cerrar con el arco, el encargado de iniciar esta fase es el Capitán América con Captain America: Civil War y cierra con Spider-Man: Lejos de casa. La trama concluye con Avengers: Infinity War y Avengers: Endgame. Aquí se revelan las dos Gemas restantes: Tiempo y Alma. Es el fin de muchos personajes pero el apogeo de otros que darán fuerza a próximas fases de Marvel Studios.
Al conjunto de estas tres fases se le llama la Saga del Infinito pues todo está centrado en la obtención de las gemas del infinito. Teniendo como villano a Thanos. Esta historia es una adaptación de los cómics Avengers vs. Thanos, Infinity Gauntlet y Thanos Quest.
Cada fase tiene como punto final una o dos, en el caso de la Fase 3, entregas de Avengers, que sirven como conclusión e introducción a puntos clave de la Saga.
Fase 4: El tema central de esta fase es el Multiverso, ya que Marvel busca explorar las diferentes realidades y unir el UCM con otras franquicias cinematográficas de Marvel, como por ejemplo: la película de la Fase 4, Spider-Man: No Way Home, integró al UCM la trilogía de Spider-Man dirigida por Sam Raimi, y la saga The Amazing Spider-Man dirigida por Marc Webb.
En esta fase, los Vengadores originales ya no están y habrá nuevos superhéroes que defenderán la tierra de nuevas y antiguas amenazas. Esta fase inició con la primera serie de televisión de Marvel, WandaVision, y sigue en la actualidad.

##### The Avengers
Marvel llevaba mucho tiempo intentando materializar el ambicioso proyecto de llevar a los Vengadores a la pantalla grande, y el estreno de Iron Man dio pie a una oleada de películas individuales de cada uno de los miembros del equipo que culminó con la película homónima del equipo en la que se reunió la mayoría del elenco de las anteriores películas. En todas las películas se dieron guiños a lo que S.H.I.E.L.D. revelaba como la «Iniciativa Vengadores». La película trata de que los héroes se unen por iniciativa de S.H.I.E.L.D. para plantar cara a Loki (quién obtiene el Tesseracto). Tras largas dudas sobre si el actor Edward Norton iba a figurar en el proyecto, Marvel finalmente confirmó la salida de Norton del papel de Bruce Banner / Hulk, dejando libre la vacante para luego anunciar a Mark Ruffalo como el nuevo Bruce Banner y quien no solo interpretará a este mismo, sino que también dará vida (mediante animación CGI) a Hulk, y también le dará voz, ya que este hablará en la cinta coral.
Tras los créditos de Capitán América: el primer vengador (la última película antes del crossover) se mostró un avance de intriga de esta película donde aparecían Iron Man, Thor (con un nuevo traje que resulta ser la versión ligera del traje), Capitán América (con el traje parecido al de los cómics originales), Nick Fury, Black Widow (con apariencia distinta), Hakweye, Bruce Banner, el agente Phil Coulson y Loki, mientras que se mostraba el lema «Next summer some assembly required» (‘El próximo verano algo de unión será requerida’).

##### Avengers: Age of Ultron
El productor Kevin Feige dijo durante la Comic Con de Nueva York de 2011 que Iron Man 3 sería la primera película de la segunda fase del universo cinematográfico de Marvel «que concluirá, si Dios quiere, en The Avengers 2». En mayo de 2012, el presidente de Disney, Bob Iger, anunció que la secuela estaba en desarrollo y, en agosto, confirmó que Joss Whedon sería su guionista y director. Ese mismo mes, Disney anunció que el estreno será el 1 de mayo de 2015.
El rodaje comenzó a principios de 2014 en los Estudios Shepperton de Inglaterra. En abril de 2013, durante el estreno de Iron Man 3 en Hollywood, Whedon dijo haber completado un borrador de la secuela que incluye a dos superhéroes nuevos: un hermano y una hermana. Tiempo después, Whedon reveló que se trataba de Quicksilver y la Bruja Escarlata.
Durante la Convención Internacional de Cómics de San Diego 2013, Whedon reveló el título definitivo de la película: Avengers: Age of Ultron. Según el sitio web Machinima, Tony Stark sería el responsable de la creación del antagonista, ya que su inteligencia artificial J.A.R.V.I.S. se volverá contra él, adquiriendo forma física en Ultrón,. El villano fue interpretado mediante captura de movimiento por el actor James Spader.

##### Capitán América: Civil War
Dirigida por Anthony y Joe Russo, está basada en el cómic de 2006, «Civil War», de Mark Millar. Mientras no es directamente una película de los Vengadores, el equipo hará presencia, donde este se verá afectado por un nuevo estatus que dividirá al equipo en dos bandos: uno liderado por el Capitán América (compuesto por el Soldado del Invierno, Falcon, Hawkeye, Ant-Man y la Bruja Escarlata), y otro por Iron Man (compuesto por Viuda Negra (temporalmente), Máquina de Guerra, Visión, Pantera Negra y Spider-Man) y el villano principal es Helmut Zemo aprovechando en vengarse contra los Vengadores por la pérdida de su familia en Sokovia y el resultado que los Vengadores quedó disuelto gracias al plan de Zemo.

##### Avengers: Infinity War
Esta entrega de los Vengadores, está basada en el cómic de 2015 Infinity War [cita requerida] y estará dividida en dos películas. La primera parte se estrenó el 27 de abril de 2018. En esta película, el villano principal será Thanos, interpretado por Josh Brolin, quien ya asumió el papel en la película Guardianes de la Galaxia. Los Vengadores estando separados, después de la Guerra Civil a causa de Zemo, se unirán nuevamente junto al Doctor Strange y los Guardianes de la Galaxia, para detener a esta amenaza que podría ser el fin de la humanidad y de todo el universo. Sin embargo a pesar por sus esfuerzos de detener a Thanos, casi la mitad del universo son borrados incluidos los miembros de los Guardianes de la Galaxia (excepto Rocket Raccoon y Nebula), Sam Wilson (Falcón), Wanda (Bruja Escarlata), Bucky Barnes (Soldado del Invierno), Peter Parker (Spider-Man), T'Challa (Pantera Negra), Doctor Strange, Visión, Loki, Heimdall, Shuri, Nick Fury, Jessica Jones, la familia de Hawkeye y todo el ejército wakandiano. Los únicos sobrevivientes son los 6 miembros originales de los Vengadores (Iron Man, Capitán América, Thor, Hulk, Black Widow y Hawkeye), Máquina de Guerra, Nebula, Rocket Raccoon, Okoye, M'Baku, Wong, algunos asgardianos como Valquiria y Ant-Man (Scott Lang) quien quedó atrapado en el Reino Cuántico paralelamente al final de Infinity War.

##### Avengers: Endgame
La cuarta parte se estrenó el 25 de abril de 2019. En la película, los miembros sobrevivientes unen fuerzas con la Capitana Marvel para detener a Thanos de una vez por todas, pero fue tarde cuando Thanos ya destruyó las gemas, para prevenir que fueran usadas nuevamente y es asesinado por Thor. Cinco años después, Scott Lang (para él fue cinco horas), quien escapó del Reino Cuántico, ayuda a los Vengadores al decirles que pueden usar el reino cuántico para viajar en el tiempo y evitar que Thanos use las Gemas. Stark crea un dispositivo para estabilizar el viaje en el tiempo, lo cual resulta exitoso. El equipo se divide en grupos: Rogers, Banner, Lang y Stark viajan a la ciudad de Nueva York en el año 2012 para recuperar las Gemas del Espacio, de la Mente y del Tiempo, Rocket y Thor viajan a Asgard en el año 2013 para recuperar la Gema de la Realidad de Jane Foster, Barton y Romanoff viajan a Vormir en el año 2014, se encuentran con Red Skull, para obtener la Gema del Alma (Romanoff se sacrifica por Barton, siendo el primer miembro original en perder la vida), y Nebula y Rhodes roban la Gema del Poder antes de que Peter Quill lo haga, pero Nebula se queda atrás y el Thanos del 2014 la captura. Con las 6 gemas reunidas, Banner usa una versión del Guante del Infinito fabricada por Stark y utiliza las 6 Gemas para restaurar a aquellos que Thanos desintegró. En la batalla final, Stark se sacrifica en usar las 6 gemas para destruir a Thanos y a su ejército. Después del sacrificio de Stark, Romanoff y Visión, Rogers regresa las Gemas del Infinito y el Mjolnir para luego retirarse definitivamente y vivir una vida alterna con su amada Carter, mientras que Thor se une a los Guardianes de la Galaxia abandonando a los Vengadores, Hawkeye se retira para regresar con su familia y Hulk queda inactivo por el daño en su brazo causado por las gemas.
La película causa que los seis miembros originales de los Vengadores (Ironman, Capitán América, Thor, Hulk, Viuda Negra y Hawkeye) queden fuera del grupo debido a su muerte o retiro (indefinido o temporal), dejándonos con la duda de quiénes serán los miembros de la nueva alineación de los Vengadores en la Fase 4 del UCM. Pero para la Fase 4, Thor, Hulk, Black Widow y Hawkeye se quedan y Capitán América reemplazado por Falcon, designado como el Nuevo Capitán América.

## Ediciones
- España: Los Vengadores han sido editados por Vértice, Planeta DeAgostini y a partir de 2005 por Panini.
- México: Los Vengadores han sido publicados por distintas editoriales, entre ellas Novedades Editores y Editorial Vid. En el año 2006, los derechos de publicación de los Vengadores son propiedad de Grupo Televisa. Para el año 2024, Editorial Panini lleva a cabo las publicaciones de Marvel Comics.
- Chile: Durante 2012, y para promocionar en el país el filme «The Avengers: Los Vengadores», la Editorial Unlimited lanzó una colección especial de dicho grupo, yendo desde «Fuga» hasta «El Colectivo». También editó la saga Civil War.

## Otros héroes
- Alpha Flight: la versión canadiense de los Vengadores.
- Big Hero 6: la versión japonesa de los Vengadores.
- Guardia Invernal: la versión rusa de los Vengadores.